# Bror van der Zijde
Bror van der Zijde (Gouda, Países Bajos, 13 de febrero de 1989) es un deportista neerlandés que compitió en bobsleigh en las modalidades doble y cuádruple. Entre los años 2015 y 2017 compitió bajo la bandera de Suiza.
Ganó una medalla de bronce en el Campeonato Mundial de Bobsleigh de 2016 y una medalla de bronce en el Campeonato Europeo de Bobsleigh de 2015.

## Palmarés internacional
| Representando a Suiza |                     |                   |           |
| Campeonato Mundial    |                     |                   |           |
| Año                   | Lugar               | Medalla           | Prueba    |
| 2016                  | Igls (Austria)      | Medalla de bronce | Cuádruple |
| Campeonato Europeo    |                     |                   |           |
| Año                   | Lugar               | Medalla           | Prueba    |
| 2015                  | La Plagne (Francia) | Medalla de bronce | Doble     |